# 新関世志輝
新関 世志輝（にいぜき よしき、1990年2月3日 - ）は、日本のラグビー選手。

## プロフィール
- 山形県出身。
- ポジションはロック(LO)。
- 身長 192cm、体重 115kg
- ニックネームはよっちゃん。
- 十八番は玉置浩二の田園。
- 赤いビッグスクーターを乗り回している。
- U20日本代表に選ばれたことがある[1]。
- 一番印象に残る試合は大学1年生の時、対抗戦で明治大学に勝った試合[2]。

## 来歴
15歳からラグビーを始めた。
2008年、酒田工業高校卒業後、日本体育大学に入る。なお酒田工業高校時代には高校日本代表に選ばれた。
2012年、日本体育大学卒業後、クボタスピアーズに加入。同年10月28日に行われたトップイーストリーグ第7節の日本IBMビッグブルー戦に先発出場で公式戦初出場を果たした。
2020年、クボタスピアーズを退団した。